# Confederación Sindical Única de Trabajadores Campesinos de Bolivia
La Confederación Sindical Única de Trabajadores Campesinos de Bolivia (CSUTCB), constituida el 26 de junio de 1979, es una organización que aglutina a trabajadores y sindicatos campesinos de Bolivia. En ella participan representantes de los pueblos originarios aymaras, quechuas del país. Está considerada como la organización más grande de Bolivia y la más diversa en el conglomerado social.
En junio de 2013 se celebró el XIV Magno Congreso Ordinario Nacional en la ciudad de La Paz, eligiéndose a Damián Condori como máximo ejecutivo nacional de la confederación.

## Historia y trayectoria
A lo largo de toda la historia republicana se desarrollaron las luchas campesinas por el reconocimiento de su propiedad sobre la tierra, su dignidad como ciudadanos y sus derechos elementales. En 1953 se realizó una reforma agraria como consecuencia de la Revolución de 1952 que significó la recuperación de la tierra por parte de los indios además de generar un marco de inserción en la sociedad boliviana. A partir de entonces la población india empezó a estar presente en los diferentes espacios, comenzando por el educativo (educación rural y acceso libre a las universidades), también el sindical y político.
La organización de sindicatos campesinos fue creada 1979 con la creación de la Confederación Sindical Única de Trabajadores Campesinos de Bolivia (CSUTCB) bajo el liderazgo de Genaro Flores que era a su vez jefe del partido Movimiento Revolucionario Tupac Katari (MRTK) y la participación también del Bloque Independiente Campesino.
Fue el 26 de junio de 1979 en un congreso convocado por la Central Obrera Boliviana (COB). La CSUTCB comenzó muy rápidamente a desempeñar un papel decisivo en la lucha por la recuperación democrática y en contra de las dictaduras militares y permitió a los campesinos un espacio de mayor influencia en el seno de la COB. En la actualidad es la principal organización sindical de los Pueblos Originarios Quechuas, Aymaras, Tupí Guaraníes y otros trabajadores del campo, afiliada a la Central Obrera Boliviana.

## Objetivos
Entre sus objetivos define: 
- Alcanzar para los pueblos indígenas originarios de Bolivia un desarrollo económico sostenible equitativo y justo, manteniendo la identidad originaria, mediante la gestión sostenible de los recursos naturales con participación indígena y campesina, cuidando el medio ambiente, garantizando el acceso a la tierra y territorio.
- Proponer políticas, programas, leyes etc., a favor de los Pueblos Indígenas originarios y campesinos de Bolivia y lograr su articulación con las políticas públicas de gobierno logrando consolidar todas las demandas de nuestro pueblo.
- Luchar por el Instrumento Político Sindical de las naciones originarias y del campesinado boliviano, sobre la base de su nacionalidad, programa político, la unidad, solidaridad y equidad con las organizaciones sindicales obreras del país en torno a la COB y otras organizaciones populares.
- Luchar por el establecimiento de una democracia directa y verdadera pluralista y liberadora en el marco de la justicia social, desterrar para siempre toda forma de explotación, opresión y discriminación, y conferir igualdad de oportunidades para los pobladores del área rural y urbana
- Luchar por la integridad territorial.
- Defender la identidad nacional y la soberanía de las naciones y pueblos originarios.
- Luchar por la tierra y territorio de las naciones y pueblos originarios.
- Luchar por la reactualización de CORACA, como único instrumento económico de las naciones y pueblos originarios, para lograr nuevas formas de producción, comercialización y exportación de los pueblos agropecuarios.
- Luchar en defensa y recuperación de nuestra identidad de las naciones y pueblos originarios fortaleciendo y oficializando los idiomas Aymara, Quechua, Guaraní y otros.
- Demandar la lucha contra el analfabetismo en el campo, exigiendo la implantación de una educación liberadora, antiimperialista y bilingüe para las naciones y pueblos indígenas.
- Crear un instrumento Legal para la Ley Tierra y Territorio.
- Luchar por la conservación y el desarrollo sostenible de nuestros recursos naturales.
- Luchar por los alcances de la ciencia médica y el respeto e implementación de la medicina tradicional.
- Organizar y coordinar la creación de una organización originaria en Latinoamérica. • La conformación de una Comisión Nacional con el único objetivo de realizar un estudio Socioeconómico del sector agrícola y asalariado.

## Estructura
La Confederación Sindical Única de Trabajadores Campesinos de Bolivia esta estructuradoa de la siguiente manera:
- Comité Ejecutivo Nacional
- Federaciones Departamentales
- Federaciones Regionales
- Federaciones Provinciales
- Centrales Agrarios
- Sub Centrales
- Sindicatos agrarios.
- Cuerpo Técnico

La CSUTCB es miembro de la Coordinadora Latinoamericana de Organizaciones del Campo CLOC VIA CAMPESINA.

## Ejecutivos nacionales
Desde su creación en 1979, la CSUTCB tuvo varios ejecutivos nacionales empezando por su fundador Genaro Flores, los cuales son los siguientes:
| Congreso                        | Lugar                   | Fecha                     | Principal dirigente elegido                          |
| ------------------------------- | ----------------------- | ------------------------- | ---------------------------------------------------- |
| I                               | La Paz                  | junio de 1979             | Genaro Flores (Aymara de La Paz)                     |
| II                              | La Paz                  | junio de 1983             | Genaro Flores                                        |
| III                             | Cochabamba              | junio y julio de 1987     | Genaro Flores                                        |
| 1° (ex)                         | Potosí                  | julio de 1988             | Juan de la Cruz Villca (Aymara – Quechua de Oruro)   |
| IV                              | Tarija                  | septiembre de 1989        | Mario Flores (Aymara de La Paz)                      |
| V                               | Sucre                   | junio y julio de 1992     | Paulino Guarachi (Aymara de La Paz)                  |
| VI                              | Cochabamba              | enero de 1994             | Félix Santos (Quechua de Potosí)                     |
| VII                             | Santa Cruz de la Sierra | marzo y abril de 1996     | Román Loayza (Quechua de Cochabamba)                 |
| VIII                            | Trinidad                | junio y julio de 1998     | Adán Estepa (Quechua de Chuquisaca)                  |
| 2° (ex)                         | La Paz                  | noviembre de 1998         | Felipe Quispe (Aymara de La Paz)                     |
| X                               | Sucre                   | julio de 2003             | Román Loayza (Quechua de Cochabamba)                 |
| XI                              | Santa Cruz de la Sierra | marzo de 2006             | Isaac Avalos Cuchallo (Vallegrandino - Santa Cruz)   |
| XII                             | Tarija                  | abril de 2008             | Isaac Avalos Cuchallo (Vallegrandino - Santa Cruz)   |
| XIII                            | Sucre                   | abril de 2010             | Roberto Coraite Cruz (Quechua de Potosí)             |
| XIV                             | La Paz                  | 28 de junio de 2013       | Damián Condori Herrera (Quechua de Chuquisaca)       |
| XVI                             | Cochabamba              | 28 de junio de 2021       | Eber Rojas Alvarado (Quechua de Potosi)              |
| XVII                            | La Paz                  | 20 de agosto de 2023      | Lucio Quispe (Aymara de La Paz)                      |
| XVI Congreso Nacional Ordinario | Potosí                  | 24 al 26 de junio de 2017 | Jacinto Herrera Huanca (Región Oriente - Santa Cruz) |